# 1-es főút (Magyarország)

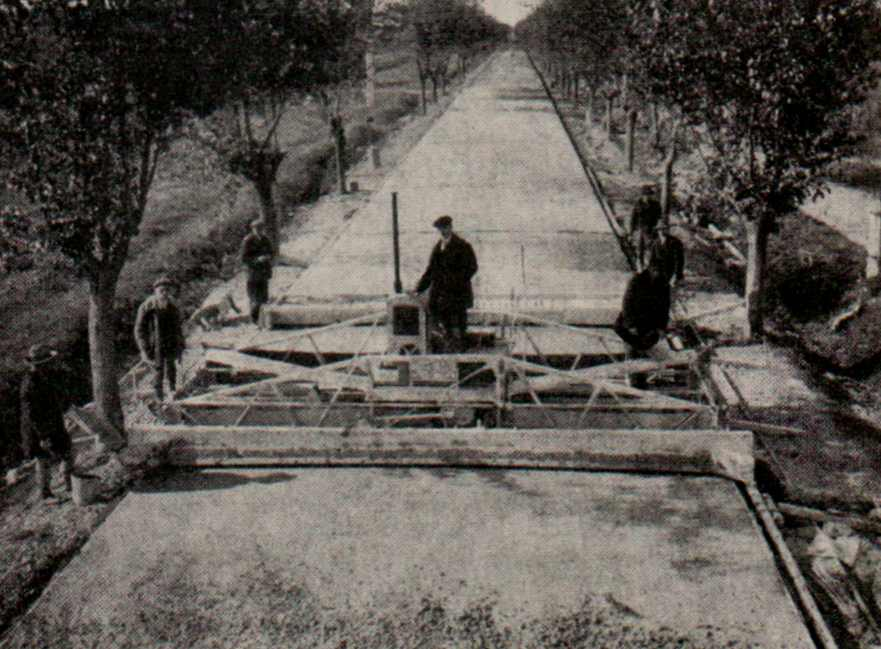
A Budapest-Bécs közötti betonút

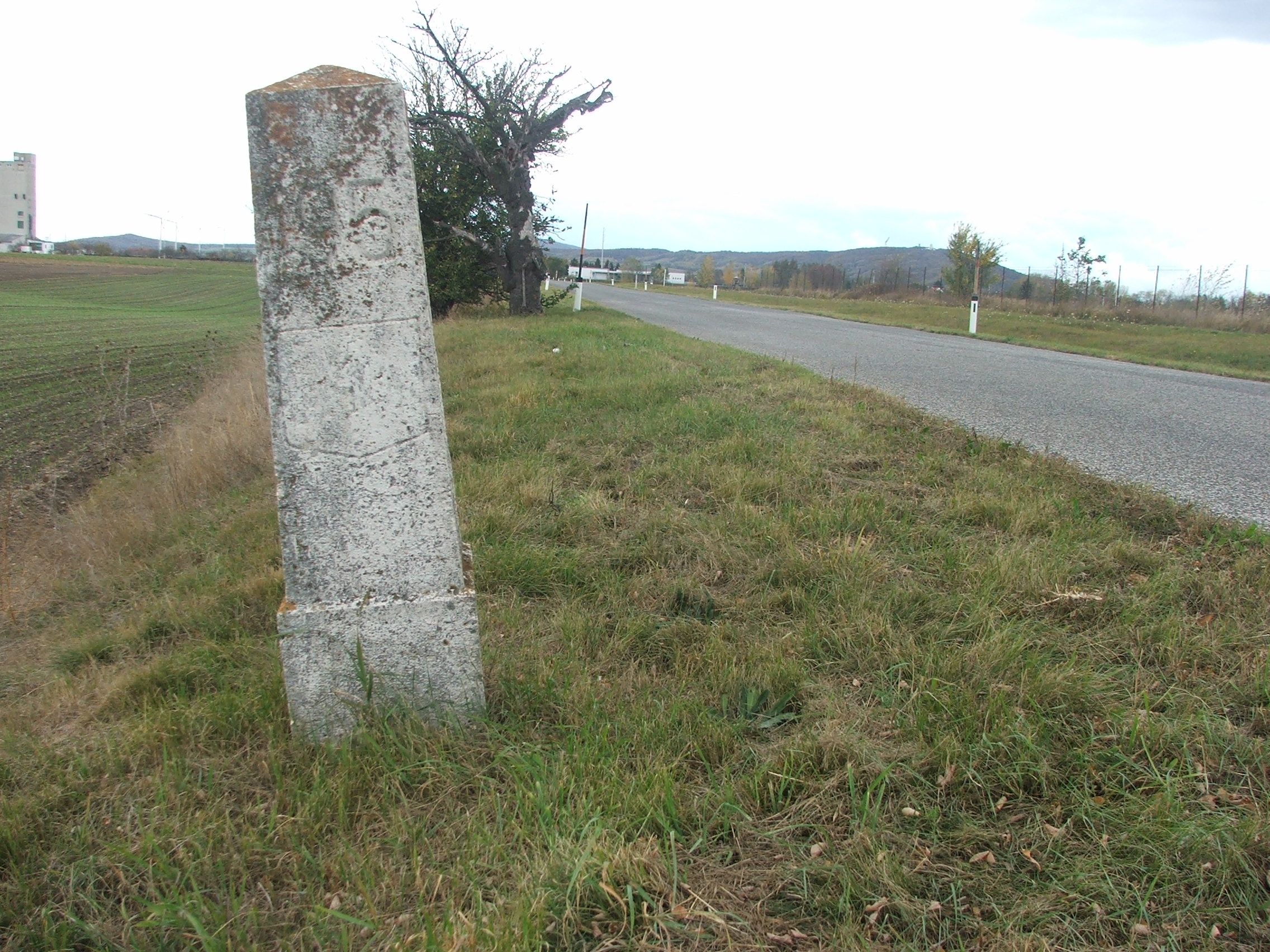
Az egykori 195-ös kilométerkő az 1-es főút eredeti nyomvonalán, Oroszvár után, az osztrák határ előtt

Az 1-es számú főút Budapest XI. kerületéből indul ki és Hegyeshalomig, pontosabban az országhatár ottani átkelőjéig tart, Tatabánya, Komárom és Győr városokat is érintve. Teljes hossza egy kicsivel több mint 177 kilométer (177,031 kilométer).

## Fekvése
Az 1-es számú főút teljes egészében a Dunántúlon vezet végig. Az út érinti: Pest vármegyét, Fejér vármegyét, Komárom-Esztergom vármegyét és Győr-Moson-Sopron vármegyét. Fejér vármegye kivételével áthalad a megyék székhelyein. A Budai-hegység előterét adó zsámbéki medencében halad, majd a Dunántúli-középhegység déli vonulatán áttörve (a Vértes és a Gerecse között), eléri a Kisalföld területét, s ezen továbbhalad az ország határáig. Hegyeshalomnál éri el az osztrák határt.

## Története
Az előzményekről lásd a Közúti közlekedés a középkorban című szócikkünket.
Az államutak kiépítésének biztosítására 1855-ben külön intézkedéseket hoztak meg. Az államutak fenntartására a birodalmi költségvetésben irányoztak elő pénzösszegeket és azt az országos útalapba utalványozták be. A durva munkák, földmunkák és fuvarozások teljesítését a községek feladatává tették. Ezeket saját lakosaikkal vagy vállalkozókkal oldották meg, de a munkáért fiktív napszámbéreket állapítottak meg. A komolyabb munkák 1852-ben kezdődtek meg, miután az állami utakat felmérték és mérföldkövekkel láttak el. Ebben az évben volt a legnagyobb az államúti hálózat, amely ezután fogyatkozni kezdett. A hálózat csökkentésének az a téveszme volt az oka, hogy ahol vasút van, azzal párhuzamosan állami útnak nem szabad haladnia. 1873-ban született meg Tisza Lajos közlekedési miniszter tervjavaslata arról, hogy az állami vasúthálózatot fejleszteni kell, az állami úthálózatból pedig kihagyásokat kell kieszközölni. Sürgős feladatként kezelték az elsőrendű vasútvonalak építését, amelyek azonban csak évtizedek múltán, vagy sohasem épültek ki. Legelsősorban jelezte - többek között - a Budapest-Bécs közti állami közút Újszőny (Komárom) és Moson (Mosonmagyaróvár) közti szakaszának megszüntetését, ami az állami úthálózatból tényleg ki is maradt.
A 20. század elején Magyarországot is elérte a gépkocsik elterjedése, ami az utak kiépítésénél és karbantartásánál új szempontok érvényesítését követelte meg. Az úthálózaton addigra már jobbára makadámburkolat feküdt, aminek a legkisebb szélessége 2,70 méter volt.
A gépkocsik számára veszélyt jelentettek-jelentenek az útfelület egyenetlenségei, ezeken egy gépjármű csak lassítással tud az utasok vagy a rakomány veszélyeztetése nélkül áthaladni. Az 1920-as évek elejére, az első világháború miatt az üzemben tartott gépkocsik száma lecsökkent (1913-ban 2876; 1921-ben 2734), a gépkocsiforgalom csak az ország gazdasági konszolidációja után kezdett újra fejlődni. Az utakat portalanítani kellett, az útburkolatot a nehezebb járművek miatt erősebbre és szélesebbre kellett kiépíteni.
Az első feladat a legforgalmasabb sugárutaknak a gépkocsiforgalom számára alkalmassá tétele lett. Az évekig tartó munka eredményeként született meg az ország fő közlekedési közúthálózatának gerince, és ez lett alapja az utak számozási rendszerének is (70846/1934 számú KM rendelet), amely a lényegét tekintve azóta is érvényes. Elsőként a Budapest–Bécs közti 1. számú főút épült ki, mely akkor még a Dorog–Komárom–Győr-Magyaróvár útvonalon (tehát részben a mai 10-es főút nyomvonalán) érte el Oroszvárnál az országhatárt. Ezen épült meg Tát és Nyergesújfalu között, 1927-ben az az 1 kilométer hosszú egyenes, vízszintes betonútszakasz, amely 1–1 kilométer hosszú kifutóival együtt – elsőként a világon – alkalmas volt sebességi autóversenyek lebonyolítására.
1934-ben a kereskedelem- és közlekedésügyi miniszter 70 846/1934. számú rendelete a Budapesttől Bécs felé vezető főutat nyilvánította 1-es útszámozással az ország legfontosabb elsőrendű főútjának, ám az akkori nyomvonal még Dorogon keresztül vezetett, s csak Almásfüzitőtől nyugatra követte (egyes későbbi módosításoktól eltekintve) a mai útvonalat, az országhatárt pedig nem Hegyeshalomnál, hanem Oroszvárnál keresztezte. Budaörs-Bicske-Tata érintésével akkor még csak egy harmadrendű főút, a 802-es főút húzódott, mely hosszú szakaszain a mai 8101-es út vonalán haladt, Tata után pedig nyugatnak fordult és a mai 8136-os út vonalán, Nagyigmándon keresztül érte el Győr térségét. A Hegyeshalmot átszelő útvonal már akkor is ugyancsak főúti besorolással bírt, de szintén csak harmadrendű főút volt, 853-as útszámozással.
A második világháború befejezése után az útépítőkre új, igen sürgős feladatok hárultak. Mindenekelőtt az igen súlyos háborús károkat kellett elhárítani: az ideiglenes hidakhoz kellett csatlakozó utakról gondoskodni. Miután a pozsonyi hídfőt 1947. október 15-én Csehszlovákiához csatolták, módosult az 1-es főút nyomvonala is, Magyaróvár után Hegyeshalom felé. 1948–1950-ben került sor az országos érdekű utak állami kezelésbe vételére, ami lényegében a mai országos úthálózat kialakulásához vezetett. Ezután, és részben már ezalatt is folytatódott a bekötőutak létesítésének programja. Ennek a programnak a végrehajtását és befejezését a kormányzat politikai jelszavakkal is alátámasztotta; meghirdették, hogy minden településbe autóbuszjáratnak kell vezetnie. Közben sikerült visszatérni a fő közlekedési utak korszerűsítésének programjához is. Az egy számjegyű főutak korszerűsítéséből addig kimaradt 2-es főúttal együtt sor kerülhetett számos két- és háromjegyű főúton a szükséges korszerűsítési munkákra, amit a hidak átépítésével összhangban végeztek el. Ez a program jelentős törést szenvedett a „feszített ötéves terv” 1953. évi leállításakor.
Az országos közutakon a pormentes útburkolatok építése a gépkocsi-közlekedés kifejlődése után, az 1930-as években vett nagyobb lendületet. Elsősorban a portalanítás lévén az elérendő cél, a földutak és makadámutak olyan utókezelésével kísérleteztek, amely a porképződést meggátolja, vagy csökkenti. A földutakat különféle vegyszerekkel stabilizálták, a makadámutakat pedig olajjal vagy kátránnyal portalanították. A portalanítások valóban jártak némi eredménnyel, de nem oldották meg a járműterhelések egyidejűleg fellépő nagy mértékű emelkedésével felvetett új feladatokat: a teherviselést és a kopást. Az útburkolattal szemben támasztott legfontosabb igények közé tartozott a pormentesség, a teherbírás és a kopásállóság. Ez az igény a tapasztalatokkal később kiegészült (fagyállóság, csúszásmentesség, érdesség, zajszegénység stb.).

## Érdekességek
- Több településen elkerülőutat építettek, hogy a forgalom növekedése ne okozzon túl nagy megterhelést a lakosságnak. Ahol erre nem volt lehetőség, a település határain belül forgalomlassító szigeteket építettek be (például Vértesszőlősön, Abdán, Öttevényben és Kimle külterületén).
- Az M1-es autópálya elkészülte után az út számozása részben vagy egészben több alkalommal megváltozott. Először 100-as út néven futott, majd egyes szakaszokon 10-es főút lett, végül az útvonal megkapta az 1-es főút elnevezést.
- Az útvonal egyes szakaszain a római korban megépített utakat használták fel az újabb út alapozására.

## Települések az út mentén

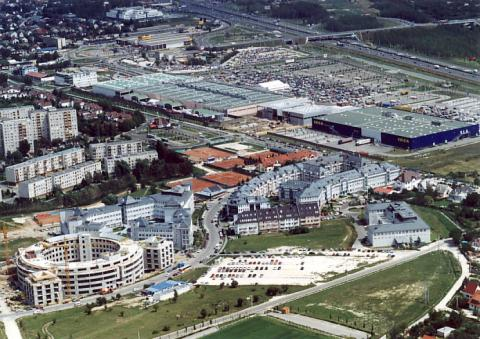
Ipari és kereskedelmi központok Budaörs mellett

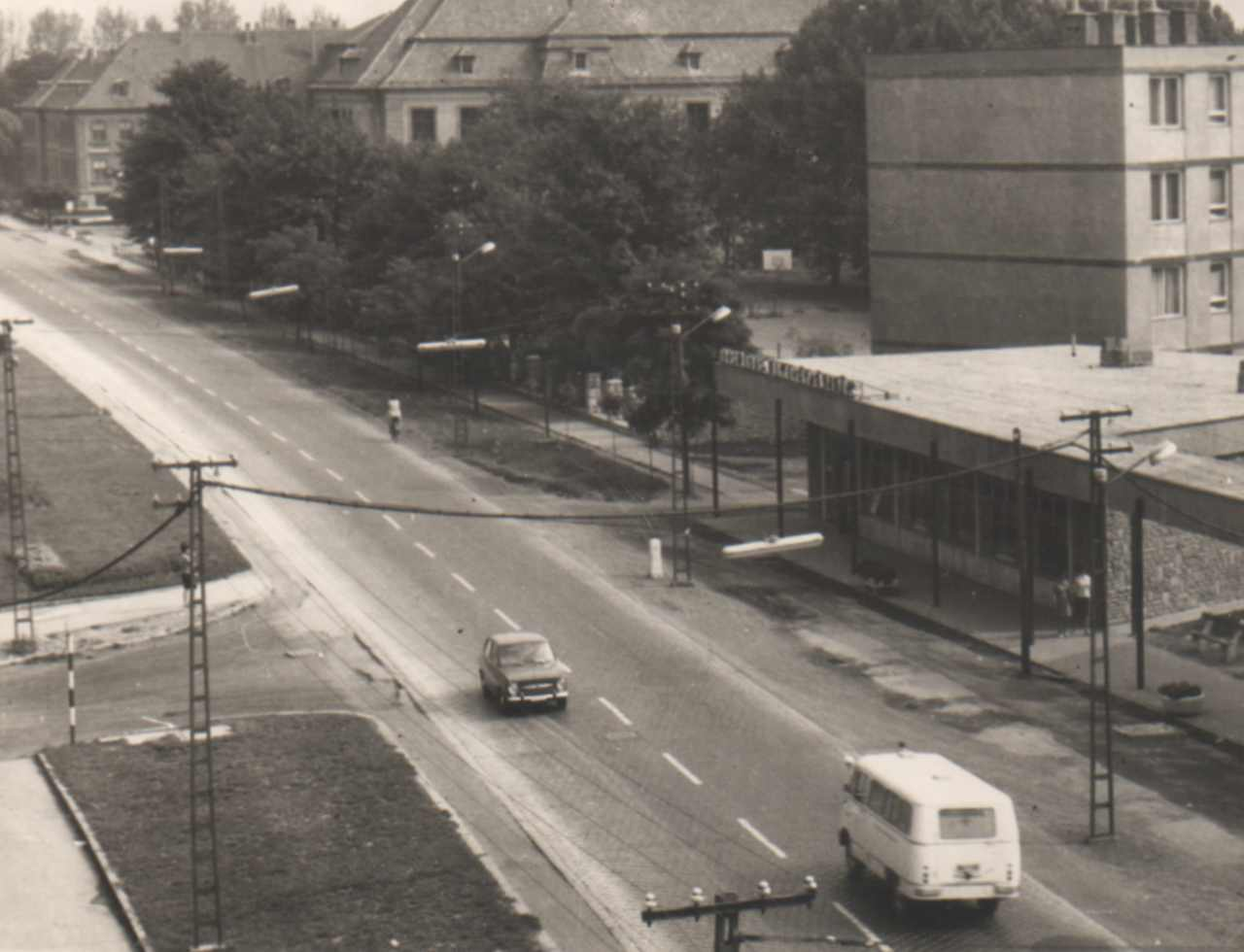
A komáromi átmenő szakasz 1969-ben

A XI. kerület Budapest nyugati kapuja, a város nyugati irányú közúti forgalmának a kivezetője. Budapest fő közlekedési útjai a főváros közigazgatási határait átlépve országos illetve nemzetközi jelentőségű főutakban folytatódnak. A Budaörsi útból válik ki az M1-es és az M7-es autópálya közös kivezetőszakasza. A régi 70-es (balatoni) főút csatlakozásánál állt az Osztapenko-emlékmű, ami az említett útvonalak „0 kilométerének” számított. Az 1-es számú főútvonal is innen válik el, majd a Budaörsi úton lehet a fővárost elhagyni. Közvetlenül a közigazgatási határ végénél kezdődik Budaörs városé is. Itt az 1-es út a Budapest útban folytatódik, majd a Szabadság út következik. Amíg végigmegyünk e utakon a régi budaörsi életbe is betekintést nyerhetünk. A város másik végénél felgyorsulhatnánk, de a budapesti agglomerációba települt ipari és kereskedelmi központokhoz bevezető utak öt körforgalomban igyekeznek a főútra be-, és kijutást biztosítani.
Biatorbágyon a Buda–Bécs összekötő út hajdani nyomvonalát a jelenlegi Ország, Szabadság és Szent István utcák alkották. 1960-ban épült ki a belterületek és a Katalin-hegy közötti új nyomvonalon az 1. számú főút. Szintén a 20. század második felében, 1975-1977 között helyeződött át a Budapest–Hegyeshalom–Rajka-vasútvonal is Torbágytól északra, a belterület, valamint a temető és a kiskertek közé. Az országút új nyomvonala a vasúttal párhuzamosan, attól 200 méterre északra halad. Ekkor egyesült a két település, a régi vasúti területen fokozatosan létrehozva az új településközpontot. Innentől a főút eredeti nyomvonala egészen Tatabánya felsőgallai részéig a 8101-es számot viselő mellékút.
A főúttal párhuzamosan az 1970-es és az 1980-as évek folyamán épült ki az M1-es autópálya. Az új vasútállomást a község északkeleti oldalán helyezték el. Az autópálya és az 1-es út mentén ipari, gazdasági és logisztikai központok települtek meg. Az önkormányzat 1990–1994 közötti nagymértékű infrastruktúra-fejlesztése és a település közelsége miatt egyre többen települtek át Biatorbágyra a fővárosból. A település szerkezetének alakulása során az M1-es autópálya és a vasút elhelyezkedése előnyt jelentett.
A települést elhagyva kb. 30 km-t autózva érjük el Bicske városát. Megemlítendő, hogy az autópálya megépítéséig ezen a viszonylag szűk főútvonalon zajlott le az ország Nyugat-Európába irányuló forgalmának túlnyomó része. A 60-as évek végére állandósultak a közlekedési dugók. Maximum 60 km/óra sebességgel lehetett közlekedni rajta. A város az 1-es főút mentén fekszik, városközpontja a régi országút körül terül el. A város határában halad el az M1-es autópálya, amelyről lehajtó van Bicskén. Itt csatlakozik Székesfehérvár felől a 811-es főút.
Továbbhaladva 15 km távolságban elérjük Tatabányát Komárom-Esztergom vármegye székhelyét. Tatabánya és a tágabb értelemben vett környezete több tájegység határánál fekszik. A délnyugat-északkelet irányú Vértes és az észak-déli irányú, Gerecse közötti völgyben, a tatai dombság lankáin, valamint a Győri-Tatai síkság folyóvizek által feltöltött teraszvidékének peremén fekszik. Az országúton észrevétlenül jutunk a belvárosba, ahol kétszer kétsávos úttá válik.
A várostól kb. 2 km-es távolságra található Vértesszőlős. A községen több forgalomlassító berendezés segít abban, hogy az előírt 40 km/óra sebességet ne lehessen túllépni. A falut elhagyva 5 km távolságra találjuk Tatát. A városba beérve illetve azt elhagyva felüljárón keresztezzük a Budapest–Hegyeshalom–Rajka-vasútvonalat. A város speciális adottságainál fogva az 1. számú főút 2x2 sávossá válik. A belvárosban az Ady Endre út végén, a harangtoronynál lévő körforgalomnál ez megszűnik. Sőt a sávok külön külön egyirányú utcákban folytatódnak. Egy derékszögű kanyar után ismét egyesülnek, majd a Bacsó Béla utcán a Budapest-Bécs vasútvonallal párhuzamosan hagyjuk el a várost.
Tíz kilométert megtéve elérjük Almásfüzitőt. A község előtt csatlakozik be a főútvonalba a 10-es út, illetve az Esztergom–Almásfüzitő-vasútvonal is. Komárom külterületéig a főút és az 1-es számú vasútvonal párhuzamosan fut egymással. Mellettük a volt Almásfüzitői Timföldgyár és berendezései illetőleg a vörösiszap-medencék mellett haladunk el. A vasutat keresztezve, áthaladunk Komárom város közigazgatási határán s itt találjuk a volt komáromi kőolajfinomítót, majd sörgyárat.
Az 1-es úton Győr felé Komárom városát elhagyva, üdülőövezet, csinos lakóházak, a vasúti összekötőhíd, s a Monostori erőd fogadja az arra utazókat. Az út mellett az Ácsi erdőben az 1848–49-es forradalom és szabadságharc Komárom környéki csatáiban elesett magyar hősök 1870-ben állított emlékműve, a Duna part, s az Erdő-csárdánál védett növényritkaság, a téltemető fogadja a látogatókat. E területen a római korban őrtornyok vigyázták a határt. Ezután az út Ács városa mellett irányt változtat egy éles kanyarral, s erdős, ligetes és megművelt mezőgazdasági területek mellett haladunk el.
Húsz km megtétele után érünk Gönyűre. A község főutcája nyílegyenes, a jelenlegi 1-es főút itt vezet keresztül. A faluban az egykori Budapest-Bécs útvonal a Kossuth Lajos utcában található meg. Helyenként az eredeti macskakő burkolat is kilátszik. A települést elhagyva 7 km-rel arrébb már Győr külterületére érünk. Az M1-es autópályát és a régi 1-es főutat a 19-es főút köti össze.
Az 1-es főutat a Győrt elkerülő félgyűrű megépüléséig, a Szent István úton vezették végig a belvároson.

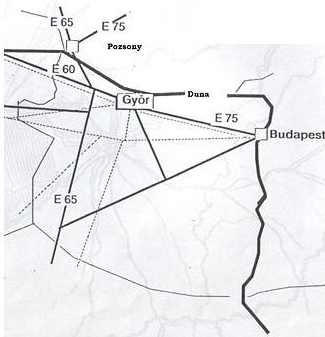
Győr közlekedési csomópont

Győr országos közúti forgalmát Bécs, Pozsony és az ország fővárosa Budapest felé az M1-es autópálya, továbbá hét országos főút (1, 14, 81, 82, 83, és 85. számú főútvonalak) és alsóbbrendű állami utak pedig az ország más városai, valamint Győr-Moson-Sopron vármegye települései felé biztosítanak összeköttetést. Győr úthálózatára - a város csomópont jellege miatt – nagyon nagy terhelés hárul. A várost megkerülő autópálya forgalomba helyezése csökkentette ugyan a belvároson átmenő utak forgalmát, terhelését. A bevezető és összekötő főútvonalak átépítésével tehető észszerűbbé a város átmenő forgalma.

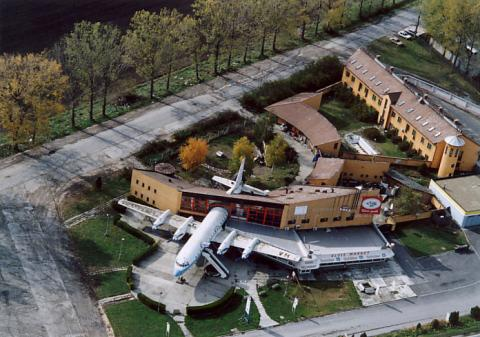
Az 1-es és a 85-ös út kereszteződésénél lévő szórakoztató központba az „Ilona” nevű Il-18 repülőgépet építették bele

Győrt a nevezetes repülőnél hagyjuk el. Itt torkollik bele a 85-ös főút egy közlekedési lámpa rendszerrel vezérelt csomópontban. Tovább folytatva az utat Abdán és Öttevényen haladunk keresztül. Itt érdemes megjegyezni, a „modern népvándorlás” teremtette meg az érdekes, már-már a keleti világot idéző, mára erősen lecsökkent bazársort, ahol a hintalótól a friss gyümölcsig, cigarettától a mindenféle ajándékig (kerti törpe) vásárolhattak a hazafelé tartó és utolsó forintjaikat elkölteni akaró nyugati turisták. Az új autópálya az 1-es út forgalmát jelentősen lecsökkentette.
Mosonszentmiklós, Lébény és Kimle településeket csak bekötő úttal érinti a főút. Ott ahol két forgalmas útvonal találkozik és folyón halad keresztül ott vár épül és város születik. Így történt ez Mosonmagyaróvárott is. A három fővárosba – Budapest, Bécs és Pozsony felé haladó főutak – amelyek ma már részei a transzeurópai közlekedési folyosóknak. A Bécs – Budapest főút régi vonala követi a középkorban kialakult nyomvonalat, a Pozsonyba vezető főút egyben a Szigetköz északi településeit is összeköti a várossal. 1996-ban elkészült az országhatárig vezető autópálya utolsó szakasza is, 2003-tól Mosonmagyaróvár és Hegyeshalom között az autópálya használat díjmentessé vált. Ez a város számára azért különösen jelentős, mert a jelentősen megnövekedett észak-déli teherforgalom, amely Rajkánál éri el az országot és Mosonmagyaróváron csatlakozik a 85-86-os, dél felé vezető főutakhoz, ma már elkerülheti a történelmi belvárosokat, mérsékli a környezeti terhelést, érezhetően csökkenti a levegő és a zajszennyezést.
Levél az ország északnyugati sarkában az 1-es útvonal mentén Mosonmagyaróvártól 5 km-re az országhatártól 7 km-re a nemzetközi szállítási útvonalak az ősi Bécs-budapesti közút és a vasút közé szorult település az utóbbi fél évszázadban a közútig terjesztette ki belterületi építkezéseit.
Hegyeshalom nagyközség Magyarország leghíresebb vasúti és közúti határállomása. A két északnyugati határállomás közül az egyik. (Rajka a másik). A Budapest-Bécs vasútvonal (amelyről tulajdonképpen innen van egy elágazás Pozsony felé), az M1-es autópálya és az 1-es főút révén Nyugat-Európa keleti kapuja. Új autópályás kapcsolata van a 15 km-re fekvő rajkai határátkelővel is.